# Oberbürgermeister Witting
Oberbürgermeister Witting (1901–1918 „Oberbürgermeister Witting”, 1918–1921 „Gustav von Haken”, 1921–1947 „Neufähr”, 1947–1951 „Aleksandra”, 1951–1978 „Karol Wójcik”) – statek pasażerski (wycieczkowiec), pierwotnie parowy, od 1960 napędzany silnikami wysokoprężnymi. Do zatopienia w 1945 w rękach armatorów niemieckich, następnie (do zezłomowania w latach 1978–1979) pod banderą polską.

## Historia
W 1900 roku przedsiębiorstwo zmarłego rok wcześniej Hermanna Pauckscha (niem. Maschinenbau Anstalt, Eisengiesserei und Dampfkessel Fabrik Hermann Paucksch, A.G.) z Gorzowa Wielkopolskiego (ówcześnie Landsberg an der Warthe), we własnej stoczni rozpoczęło budowę swojego pierwszego statku. Budowę parowego salonowego statku pasażerskiego rozpoczęto w 1901 roku i zwodowano go 20 marca tegoż roku. Statek, nazwany „Oberbürgermeister Witting” (na cześć nadburmistrza miasta Poznania Richarda Wittinga), wykonany został na zamówienie armatorów z Poznania i przeznaczony był do rzecznej żeglugi wycieczkowej po Warcie. Mógł zabrać na pokład 500 pasażerów, a z planowanej mocy silników (130 KM) udało się osiągnąć 106 KM. Armatorami statku (każdy z 25% udziałem) byli: radca magistratu Hermann Wengel (tajny radca), kupiec Julius Haller, kapitan żeglugi śródlądowej Carl Grothe z Poznania oraz inż. Robert Briese z Hohensaaten.
6 maja 1901 roku jednostka przypłynęła do Poznania. Pierwszym jej pasażerem był nadburmistrz Richard Witting, który udał się w rejs do Biedruska (ówcześnie Weissenburg), gdzie statek obejrzał komendant miejscowego poligonu. Podczas tego rejsu na wysokości Mostu Chwaliszewskiego statek staranował łodzie rybackie cumujące przy przystani zatapiając trzy z nich. Przyczyną była nieuwaga sternika, który wpłynął pod niewłaściwe przęsło mostu.
25 października 1901 roku nastąpiła rejestracja statku w poznańskim sądzie obwodowym pod nr 201 w rejestrze statków żeglugi śródlądowej (BSR Posen). Statek otrzymał pruski certyfikat okrętowy. Zaczął wykonywać rejsy do Biedruska, Radojewa, Owińsk, Puszczykowa i do parku Wiktorii (Victoria Park) na Dębinie. Na trasie z Biedruska miał przystanki na Wilczym Młynie i Szelągu. Na trasie do Biedruska rejs rozpoczynał się przy Wielkiej Śluzie, natomiast w kierunku do Puszczykowa przystań znajdowała się u wylotu ul. Woźnej, obok współczesnego kościoła Wszystkich Świętych.
4 marca 1902 roku statek został sprzedany przedsiębiorstwu Posener Dampfergesellschaft, które eksploatowało jednostkę do grudnia 1917 roku. Przejęcie jednostki nastąpiło 17 kwietnia 1902 roku.
W grudniu 1917 roku parostatek zakupiony został przez Karla Wothkego ze Stralsundu, który 23 lutego 1918 roku zmienił jego nazwę na „Gustav von Haken”. Rejsy odbywały się pomiędzy Stralsundem i przystaniami na wyspie Rugia. Zarejestrowany pod nr 13 w rejestrze statków żeglugi śródlądowej (BSR Stralsund).
11 października 1919 roku statek zmienił ponownie właściciela, którym zostało przedsiębiorstwo „Weichsel” Danziger Dampschiffahrt und Seebad A.G. z siedzibą w Gdańsku. W listopadzie 1919 roku w gdańskiej stoczni Kaiserlische Werft został poddany znaczącej przebudowie, zakończonej w marcu 1920 roku. Statek w czerwcu 1921 roku oficjalnie przemianowano na „Neufähr” (od ówczesnej nazwy wsi Górki, obecnie Górki Wschodnie i Górki Zachodnie). Otrzymał nr 625 w rejestrze statków śródlądowych. Pływał następnie na trasie z Gdańska do Palczewa, a potem do Elbląga. W 1928 roku w stoczni Wojana nastąpiła wymiana maszyn parowych na 2 maszyny parowe podwójnego rozprężania z dwoma cylindrami, wyprodukowane w 1882 roku przez elbląską F. Schichau Werft, które zakupiono od armatora Gustava Pohlmanna. W połowie lat 30. XX wieku statek pływał do Sopotu, a po 1939 roku także do Helu i Gdyni.
W 1945 roku trafiony bombą zatonął na Martwej Wiśle w pobliżu Danziger Flussschiffswerft (dawna stocznia Wojana). Wydobyto go rok później i od lipca 1946 rozpoczęto remont w tejże stoczni przemianowanej po wojnie na Stocznię Nr 4.
W czerwcu 1947 roku zmieniono nazwę jednostki na „Aleksandra” i Ministerstwo Żeglugi nakazało Zjednoczeniu Stoczni Polskich przekazanie statku Żegludze Gdańskiej Międzykomunalnym Zakładom Komunikacyjnym. Wykorzystywany w Gdańsku m.in. pływał do Sobieszewa. Po likwidacji Żeglugi Gdańskiej MZK statek trafił do Państwowej Żeglugi Śródlądowej we Wrocławiu (przyporządkowany do ekspozytury Gdańsk-Gdynia) i pływał na linii Gdańsk–Elbląg. W 1951 roku zmieniono nazwę statku na „Karol Wójcik” (na cześć komunistycznego działacza Karola Wójcika). Pływał w gdańskiej ekspozyturze rejonowej przedsiębiorstwa Żegluga po Wiśle Przedsiębiorstwo Państwowe. W 1952 roku trafił na roczną przebudowę do Stoczni Rzecznej w Płocku i po wyremontowaniu skierowano go do żeglugi po Zalewie Wiślanym. Zawijał do portów Elbląg, Krynica Morska oraz Tolkmicko. Został zarejestrowany pod nr 670 w rejestrze statków śródlądowych Rejonu Dróg Wodnych w Tczewie. W 1965 roku Inspektorat Żeglugi Śródlądowej w Gdańsku zmienił nr rejestracyjny na Gd-I-61.
Statek został wycofany z eksploatacji w 1978 roku, po czym w bazie remontowej Żeglugi Gdańskiej w Gdańsku-Stogach rozpoczęto jego złomowanie. W 1979 roku rozbiórkę dokończono w bazie remontowej Żeglugi Gdańskiej w Elblągu.

## Budowa i opis
Statek miał kadłub nitowany wykonany ze stali otrzymanej metodą Siemensa-Martina. W 1901 roku długość całkowita parowca wynosiła 37,8 m; długość między pionami 35,20 m; szerokość na wręgach 5,81 m; szerokość całkowita 6,02 m; wysokość burt 2,35 m; zanurzenie max. 0,75 m i nośność 102,2 tony. Jednostka była następnie kilkakrotnie przebudowywana, przez co jej rozmiary oraz nośność ulegały zmianom. Pod koniec eksploatacji statku jego długość całkowita wynosiła 37,5 m, między pionami 35,56 m, zaś szerokość całkowita wynosiła 6,15 m. Nośność jednostki wynosiła wtedy 48 ton.
Napęd stanowiły początkowo dwie dwucylindrowe maszyny parowe podwójnego rozprężania systemu Compoud, wyprodukowane w 1900 roku przez Maschinenbau Anstalt, Eisengiesserei und Dampfkessel Fabrik Hermann Paucksch, A.G., Landsberg am Warthe, o mocy 106 KM przy 248 obr./min i jeden kocioł parowy płomieniówkowy, również produkcji Maschinenbau Anstalt, Eisengiesserei und Dampfkessel Fabrik Hermann Paucksch, A.G., opalany węglem, wytwarzający ciśnienie 10 atmosfer, które umożliwiały poruszanie się statku z prędkością w granicach 15 km/h.
W 1952 roku nastąpiła wymiana kotła parowego na dwupłomienicowy kocioł parowy typu szkockiego wyprodukowany w 1951 roku przez Zakłady Urządzeń Technicznych w Gliwicach.
Podczas remontu w latach 1958–1960 na statku zamontowano dwa czterosuwowe, sześciocylindrowe silniki wysokoprężne typu 6DV 224 z 1959 roku produkcji VEB Schwermaschinenbau Karl Liebknecht z Magdeburga, o mocy łącznej 300 KM przy 750 obr./min, umożliwiające osiąganie przez statek prędkości rzędu 20 km/h.